# Agustí Fangi
Agustí Fangi (1430, Biella, Itàlia - † 22 de juliol de 1493, Venècia) fou un frare dominic italià, conegut a la seva època com un obrador de miracles i com a prior de diferents convents, també fou un gran regulador de la Regla de Sant Domènec. Fou beatificat pel Papa Lleó XIII el 1878.

## Biografia
La vida d'Agustí Fangi va estar molt marcada per la pietat i per la regularitat, més que no pas pels esdeveniments extremadament inusuals o de caràcter espiritual. Va néixer al si d'una família rica que li havia planejat una carrera seglar. En canvi, el jove Agustí va quedar impressionat pels dominics que acabaven d'arribar a Biella i va unir-se al convent.
Una característica notable del beat Agustí era la seva equanimitat i la capacitat de concentrar-se intensament en els afers espirituals. Un incident registrat diu que ell va ser sotmès a una operació sense anestèsia, i ho va fer sense cridar gens. Després, simplement va dir que la seva ment estava tan concentrada que amb prou feines era conscient del que li feien.
El 1464 es va convertir en prior del convent de Soncino. Es documenten els miracles que es van fer per la seva mediació. Un d'ells va tenir a veure amb un nen deforme que havia mort sense ser batejat. Tanmateix, es diu que va tornar a la vida amb la pregària d'Agustí el temps necessari perquè el poguessin batejar. Un altre miracle també tenia a veure amb un vailet que li va venir plorant perquè havia trencat una gerra de vi, Agustí va recollir-ne els trossos i els va tornar a ajuntar, va pregar i la gerra es va tornar a omplir i la va tornar al nen, que va quedar espantat.

## Veneració
Agustí Fangi va ser enterrat en un lloc humit, a Venècia. La dècada del 1530, els obrers que feien reparacions a l'església on fou enterrat van trobar el seu taüt surant a l'aigua que s'havia filtrat a la cambra funerària. Tanmateix, quan el van obrir, van trobar incorruptes el cos i la roba. Això va fer augmentar la devoció i la seva causa de canonització. Tot i així, en el moment en què va ser beatificat havien passat tres segles i va quedar en l'oblit, tret dels habitants de Biella. Finalment el 1872 es va confirmar el culte a Agustí i el 1878 va ser beatificat.